# Mark Nicolaidis
Mark Nicolaidis, född 20 juli 2000 i Brisbane, Australien, är en volleyboll- och beachvolleyspelare. 
I volleyboll är han vänsterspiker och har vunnit australiensiska mästerskapet fyra gånger med Queensland Pirates.
I beachvolley började han 2017 spela med James Takken. De kom trea i beachvolley vid ungdomssamväldesspelen 2017. Med Tyler Nix tog han brons vid Asiatiska U21-mästerskapen 2019 och med Takken kom han på 17:e plats vid U21-VM 2019. Under 2021 spelade han med Takken och Ky Landers på Australian Beach Volleyball Tour (under 2020 skedde mycket lite tävlande p.g.a. Covid-19-pandemin).
Sedan 2022 spelar Nicolaidis med Izac Carracher. De vann en Future-turnering (den av tre tävlingskategorier med lägst status) på världstouren. Vid VM nådde de åttondelsfinal. Under 2023 kom de femma vid Asiatiska mästerskapet, men lyckades inte sig vidare från gruppspelet vid VM. På världstouren kom de som bäst fyra i en Challenger-tävling (tävlingskategorin med näst högst status). Under 2024 har de, som under 2022, vunnit en Future-turnering på världstouren.